# 崇望乡
崇望乡，是中华人民共和国四川省广安市广安区曾经下辖的一个乡。2019年12月，撤销崇望乡，所属行政区域为大龙镇的行政区域。

## 行政区划
崇望乡撤销前下辖以下地区：
崇望村、曙光村、白庙村、合力村、自力村、更生村、东升村、老观村、金福村、双胜村和红卫村。